# Császy László
Császy László (Mikola, 1882. február 21. – Nyírbakta, 1919. május 3.) a  Tanácsköztársaság vértanúja, pedagógus, református presbiter.

## Életpályája
1900-ben érettségizett a szatmárnémeti középiskolában. A kolozsvári egyetemen szerzett görög-latin szakos tanári oklevelet 1904-ben. 1904–1907 között a szatmári református gimnázium tanárjelöltje, majd helyettes tanára volt. 1907-ben Hajdúnánásra került. 1907–1908 között a hódmezővásárhelyi református gimnázium helyettes tanára volt. 1908–1912 között a kisvárdai állami polgári iskolában oktatott. 1912-től a kisvárdai gimnáziumban tanított. Tanítványai tisztelték emberségéért, humoráért. Református presbiterként is helyeselte az oktatás és a vallás szétválasztását. 1913-tól a Felsőszabolcsi Hírlap felelős szerkesztője volt, amelyet a Tanácsköztársaság idején Kisvárdai Munkás címmel szerkesztett tovább. 

### Halála
A Tanácsköztársaság idején, 1919. április 11-én megválasztották a kisvárdai Munkás-, Katona- és Földmívestanács ötven tagja egyikének. Két héttel később megszállták Kisvárdát a románok. Az öttagú direktórium mindegyik tagja elmenekült. Császy maradt, és továbbra is megtartotta óráit. Május 2-án a románok letartóztatták. A védelmére a román parancsnokság előtt összegyűlt diákokat és riasztólövésekkel oszlatták szét. Másnap Császyt öt másik fogollyal együtt elvitték Nyírbaktára, és belelőtték a helyi parasztokkal megásatott tömegsírba.